# Estadio Ajinomoto
Tokyo Stadium (東京スタジアム Tōkyō Sutajiamu?) es un estadio multipróposito ubicado en Chofu, Tokio, Japón. También se le conoce como Estadio Ajinomoto por un convenio comercial.

## Historia
El estadio fue fundado en Kantō Mura, mediante la reutilización de áreas que fueron utilizadas por las Fuerzas Armadas de Japón. Este estadio fue el primero en ofrecer a la venta el derecho de nombre, el cual fue vendido por 5 años a Ajinomoto Co., Inc. por la suma de 1.2 miles de millones de yenes (cerca de 10 millones de dólares). Este contrato va desde marzo de 2003 hasta febrero de 2008. Entonces, actualmente se llama Ajinomoto Stadium (味の素スタジアム).

## Usos
En este estadio, por la J1 League y la J2 League respectivamente, juegan de local F.C. Tokyo y Tokio Verdy, además de ser usado para encuentros de algunos partidos las divisiones inferiores. En la Copa del Mundo de fútbol del 2002, el equipo de Arabia Saudita entrenó en este estadio, convirtiéndolo en su principal centro de concentración y prácticas durante la duración del torneo.
Además hay encuentros de rugby y fútbol americano. En ocasiones, es usado para eventos no deportivos como conciertos.

## Instalaciones
Puede albergar a 47 851 espectadores divididos en 2 sectores; el sector superior posee 20 600 asientos mientras que el sector inferior posee 27 251 asientos, que en ambos sitios se encuentran enumerados. En cada sector, las ubicaciones se encuentran clasificadas en cuatro segmentos (principal, trasera, norte y sur).
En la parte superior de las gradas, se encuentran cubiertas por un techo construido de teflón para las áreas principal y trasera, y de policarbonato para los sectores norte y sur. En el sector principal se encuentran las casetas de transmisión televisiva, cuartos vip y un pasillo de recepción. Dos pantallas de led se encuentran en ambos lados de la cancha.

Panorámica del estadio.